# Жуковка (Омская область)
Жу́ковка — деревня в Русско-Полянском районе Омской области России. Входит в состав Новосанжаровского сельского поселения.

## География
Деревня находится юго-восточной части Омской области, в степной зоне, в пределах Ишимской равнины, вблизи государственной границы с Казахстаном, на расстоянии примерно 27 км (по прямой) к юго-западу от посёлка городского типа Русская Поляна, административного центра района. Абсолютная высота — 128 м над уровнем моря.

### Часовой пояс
Деревня Жуковка, как и вся Омская область, находится в часовой зоне МСК+3. Смещение применяемого времени относительно UTC составляет +6:00.

## Население
| 2010 |
| ---- |
| 165  |

Половой состав
По данным Всероссийской переписи населения 2010 года, в гендерной структуре населения мужчины составляли 47,3 %, женщины — соответственно 52,7 %.
Национальный состав
Согласно результатам переписи 2002 года, в национальной структуре населения русские составляли 40 % из 245 чел., казахи — 34 %.

## Улицы
| - пер. Малый, - ул. Пасечного, | - ул. Центральная, - ул. Школьная. |